# Спадок (телесеріал)
«Спадок» (англ. Legacies) — американський телесеріал, розроблений  Джулі Плек.  Це спіноф відомих серіалів «Щоденники вампіра» і «Первородні».
Прем'єра першого сезону відбулася  25 жовтня 2018 року. Перший сезон складається з 16 епізодів.
31 січня 2019 року канал The CW продовжив серіал на другий сезон . Прем'єра другого сезону відбулась 10 жовтня 2019 року . 
7 січня 2020 року канал The CW продовжив серіал на третій сезон . Прем'єра третього сезону відбулася 21 січня 2021. В лютому серіал було продовжено на четвертий сезон. 12 травня 2022 року канал закрив телесеріал після чотирьох сезонів.

## Назва
Спочатку серіал хотіли назвати «Legacy», що означає «Спадщина», та зрештою серіал назвали «Legacies», що означає множину до слова «Legacy». Тому правильний переклад назви серіалу українською мовою має бути «Спадок», адже назва серіалу позначає не лише «Спадщину» Хоуп Майклсон щодо Первородних Вампірів, а й узагалі весь «Спадок» (тобто висновки і наслідки) усього Вигаданого Всесвіту попередніх двох серіалів.  

## Сюжет
Дія спін-оффа «Щоденників вампіра» і «Первородні» розгорнеться в школі Сальваторе, де навчаються обдаровані підлітки. У цьому незвичайному навчальному закладі юні вампіри, вовкулаки, відьми та інші містичні істоти, які вивчають не тільки основні предмети, але і магію, заклинання і латинь. Тільки тут підлітки, що володіють надприродними здібностями, можуть відчути себе як вдома. У стінах школи, якою керує Аларік Зальцман, вчаться його дочки-відьми Ліззі і Джозі, вовкулака Рафаель, вампір ЕмДжі, а також Хоуп — єдина дочка першонародженого гібрида Клауса Майклсона. Тут вони навчаться керувати своїми здібностями, вперше закохаються, рятують Містик Фоллс, а заодно і весь світ від могутніх ворогів, а також приймуть важливе рішення, ким же їм стати — героями або лиходіями..

## Актори та персонажі

### Головний склад
= Головна роль в сезоні
     = Другорядна роль в сезоні
     = Гостьова роль в сезоні
     = Не з'являється
| Актор                | Персонаж              | Поява в сезонах | Поява в сезонах | Поява в сезонах | Поява в сезонах | Поява в сезонах |
| -------------------- | --------------------- | --------------- | --------------- | --------------- | --------------- | --------------- |
| Актор                | Персонаж              | 1               | 2               | 3               | 4               | Епізоди         |
| Даніель Роуз Расселл | Хоуп Майклсон         | 16              | 15              | 16              | 20              | 54              |
| Арія Шахгасемі       | Лендон Кірбі          | 12              | 14              | 6               | 6               | 45              |
| Кайлі Браянт         | Джозі Зальцман        | 12              | 15              | 15              | 9               | 49              |
| Джені Бойд           | Ліззі Зальцман        | 12              | 15              | 14              | 9               | 48              |
| Куінсі Фаус          | Мілтон «ЕмДжі» Грізлі | 12              | 13              | 15              | 9               | 47              |
| Пейтон Алекс Сміт    | Рафаель Вейт          | 12              | 10              | 2               | 9               | 25              |
| Метт Девіс           | Аларік Зальцман       | 16              | 15              | 16              | 9               | 54              |

## Біографія персонажів
1. Хоуп Андреа Майклсон — трибрадна дочка Ніклауса Майклсона та Гейлі Маршалл-Кеннер. Вона є онукою Анселя, Естер і двох перевертнів, а також зведеною онукою Майкла. Вона також є племінницею Фреї, Фінна, Елайджи, Кола, Ребеки та Хенріка та внучатою племінницею Далії. Вона також є далекою родичкою Лани, Єви та Кері. Вона є прийомною молодшою сестрою Марселя Жерарда через свого батька. Через шлюб з Гейлі Джексон Кеннер майже рік був її вітчимом.
Її батько назвав доньку Хоуп, тому що черпав натхнення зі слів свого зведеного брата Елайджі про те, що його новонароджена дитина є надією їхньої родини. Її друге ім'я - Андреа за ім'ям народження матері, і вона бере прізвище по лінії батька.
Хоуп була зачата в епізоді четвертого сезону «Щоденників вампіра», а про те, що Гейлі була вагітна, стало відомо через чотири епізоди. Тоді вона народилася в двадцять  першому епізоді першого сезону «Первородні». Завдяки її унікальній спадщині вона є першим у світі гібридом перевертня, відьми та вампіра. Вона успадкувала свій ген перевертня від обох батьків, а її вампірська та відьомська спадщина походить від її батька, який є гібридом первородного вампіра-перевертня та сина первісної відьми. Через родовід своєї матері Лабонер Хоуп є королівською особою-перевертнем.
Хоуп була відправлена на виховання Ревекці, щоб захистити її від ворогів її батька: Геррерських вовків, Естер і Далії. Її смерть інсценували, щоб захистити її. Однак у другому сезоні Естер знайшла Ревеку, коли вона була з Хоуп у парку, про це свідчить присутність шпаків. Наприкінці другого сезону Хоуп живе з Гейлі та Джексоном у Байо, а наприкінці третього сезону вона живе з Гейлі, подорожуючи. До четвертого сезону вона живе з Гейлі та родиною Майклсонів.
Після того, як дух порожнечі  розділив на чотирьох членів її сім'ї, вона та Гейлі їдуть до Містик Фоллз. Вона стає ученицею школи-інтернату, і з часом вона вирішує знову побачити свого батька, незважаючи на наслідки, які можуть виникнути. Після смерті батьків і перемоги над порожнечею, засмучена Хоуп повертається до школи Сальваторе, де вона вчиться боротися з безліччю надприродних істот разом зі своїми новознайденими друзями. Зрештою вона активізує свою трибридну природу, щоб перемогти Малівора, який оволодів її хлопцем. Поразка Малівора призвела до вимкнення людяності Хоуп.
Її остання битва тепер включала битву за її людство, оскільки її родина, що залишилася, зібралася, щоб допомогти їй прийняти її нову реальність. Коли до неї повертається людяність, Хоуп веде своїх друзів у фінальній битві. Хоуп також зближується зі своїм батьком завдяки подарунку від Лендона, що дозволяє їй нарешті відчути внутрішній мир. З низкою змін у школі Хоуп та інші починають новий семестр, готові направляти наступний клас надприродних учнів, щоб стати героями.
Хоуп є членом родини Майклсон, сім'ї Лабонер, сім'ї Кеннер і сім'ї перевертнів. Хоуп за правом народження є членом Зграї Півмісяця Вовка та Зграї Північно-Східної Атлантики, а також неназваної відьмацької сім’ї та єдиною дитиною, породженою первородним Гібридом.

## Сезони
| Сезон | Сезон | Епізоди | Оригінальна дата показу | Оригінальна дата показу |
| Сезон | Сезон | Епізоди | Прем'єра сезону         | Фінал сезону            |
| ----- | ----- | ------- | ----------------------- | ----------------------- |
|       | 1     | 16      | 25 жовтня 2018          | 28 березня 2019         |
|       | 2     | 16      | 10 жовтня 2019          | 26 березня 2020         |
|       | 3     | 16      | 21 січня 2021           | 24 червня 2021          |
|       | 4     | 20      | 14 жовтня 2021          | 16 червня 2022          |